# Список призёров летних Олимпийских игр 2000

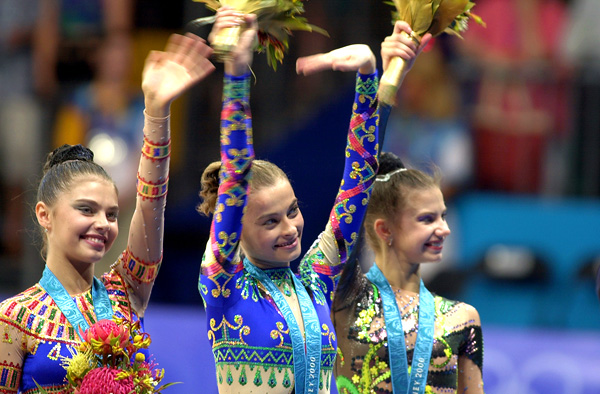
Призёры летних Олимпийских игр 2000 года по художественной гимнастике в личном многоборье. Cлева направо: Алина Кабаева (бронза), Юлия Барсукова (золото), Юлия Раскина (серебро).

Ниже представлен список всех призёров летних Олимпийских игр 2000 года, проходивших в Сиднее с 15 сентября по 1 октября 2000 года. В соревнованиях принял участие 10 651 спортсмен (4069 женщин и 6582 мужчины) из 199 НОК и четырёх представителей Восточного Тимора, выступавших как индивидуальные олимпийские атлеты. Было разыграно 300 комплектов медалей (165 среди мужчин, 127 среди женщин и 10 в смешанных соревнованиях) в 28 видах спорта. Соревнования в бейсболе, боксе и борьбе проходили только среди мужчин; в синхронном плавании, художественной гимнастике и софтболе в соревнованиях принимали участие только женщины. Впервые в программу Олимпийских игр были добавлены триатлон и тхэквондо у мужчин и женщин, впервые в истории были разыграны медали в современном пятиборье и тяжёлой атлетике у женщин.
Американская спортсменка Марион Джонс выиграла сразу 5 медалей в соревнованиях по лёгкой атлетике. Она стала чемпионкой в беге на 100 и 200 метров, а также эстафете 4×100 метров, выиграла бронзовую медаль в эстафете 4×400 метров и в соревнованиях по прыжкам в длину. В октябре 2007 года она призналась, что использовала запрещенные препараты для улучшения своих результатов перед Играми, после чего МОК дисквалифицировал спортсменку и перераспределил медали. Немецкая спортсменка Биргит Фишер выиграла две золотые медали в гребле на байдарках и каноэ, став первой женщиной в истории, выигравшей две и более медали на четырёх Олимпийских играх. Став впервые чемпионкой на Играх в Москве, Биргит увозила медали с Игр в Сеуле, Барселоне и Атланте. После победы в финальном заплыве четвёрок распашных британец Стив Редгрейв стал первым гребцом, выигравшим золотые медали на пяти Олимпийских играх подряд. После двух проигранных финалов на Олимпийских играх в Барселоне и Атланте японская дзюдоистка Рёко Тани стала чемпионкой на своих третьих Играх. Представители многих стран впервые становились призёрами игр, например спортсмены Камеруна впервые стали Олимпийскими чемпионами, мужская сборная выиграла футбольный турнир, обыграв в финале сборную Испании со счётом 3:2. Вьетнамская тхэквондистка Чан Хьеу Нган, став серебряным призёром, принесла Вьетнаму первую медаль Олимпийских игр в истории страны. Сусантика Джаясингх стала первой женщиной и вторым спортсменом из Шри-Ланки, выигравшим медаль Олимпийских игр, завершив забег на 200 метров на третьем месте, а после дисквалификации Марион Джонс стала серебряным призёром Игр. Первую золотую медаль для Колумбии завоевала тяжелоатлетка Мария Исабель Уррутия.
Трёхкратными чемпионами Игр 2000 года стали пловцы Иан Торп, Инге де Брюин, Дженни Томпсон, Ленни Крайзельбург и велогонщица Леонтин Зейлард. Российский гимнаст Александр Немов выиграл больше всего медалей — 6 (2 золотые, 1 серебряная, 3 бронзовые). Неофициальный медальный зачёт возглавила сборная США, на её счету 97 медалей — 39 золотых, 25 серебряных и 33 бронзовых. Второе место заняла сборная России (88 медалей), третье — Китай (57 медалей).

## Академическая гребля

#### Мужчины
| Дисциплина                | Золото | Серебро | Бронза |
| Одиночки                  | Роб Уодделл (NZL) | Ксено Мюллер (SUI) | Марсель Хаккер (GER) |
| Двойки распашные          | Франция · Мишель Андрьё · Жан-Кристоф Роллан | США · Эдвард Мёрфи · Себастьян Беа | Австралия · Мэттью Лонг · Джеймс Томкинс |
| Двойки парные             | Словения · Лука Шпик · Изток Чоп | Норвегия · Олаф Туфте · Фредрик Беккен | Италия · Джованни Калабрезе · Никола Сартори |
| Двойки парные, лёгкий вес | Польша · Томаш Кухарский · Роберт Сыч | Италия · Элия Луини · Леонардо Петтинари | Франция · Паскаль Турон · Тибо Шапель |
| Четвёрки распашные        | Великобритания · Джеймс Крэкнелл · Стив Редгрейв · Тим Фостер · Мэтью Пинсент                                                                                     | Италия · Вальтер Молеа · Риккардо Дей Росси · Лоренцо Карбончини · Карло Морнати                                                                               | Австралия · Джеймс Стюарт · Бен Додуэлл · Джеффри Стюарт · Бо Хансон |
| Четвёрки парные           | Италия · Агостино Аббаньяле · Алессио Сартори · Россано Гальтаросса · Симоне Райнери                                                                              | Нидерланды · Йохем Верберн · Дирк Липпитс · Дидерик Симон · Михил Бартман                                                                                      | Германия · Марко Гайслер · Андреас Хайек · Штефан Волькерт · Андре Вилльмс |
| Четвёрки, лёгкий вес      | Франция · Лорен Поршье · Жан-Кристоф Бетт · Ив Окде · Ксавье Дорфман                                                                                              | Австралия · Саймон Бёрджесс · Энтони Эдвардс · Даррен Балмфорт · Роберт Ричардс                                                                                | Дания · Сёрен Мадсен · Томас Эберт · Эскильд Эббесен · Виктор Феддерсен |
| Восьмёрки                 | Великобритания · Луис Эттрилл · Саймон Деннис · Лука Грубор · Бен Хант-Дэвис · Эндрю Линдсэй · Фред Скарлетт · Стив Трэпмор · Киран Вест · Роули Дуглас (рулевой) | Австралия · Ник Порциг · Кристиан Райан · Стюарт Уэлш · Роберт Ярлинг · Майк Маккей · Даниэль Бурк · Хайме Фернандес · Элистер Гордон · Бретт Хаймен (рулевой) | Хорватия · Игор Францетич · Тихомир Франкович · Томислав Смольянович · Никша Скелин · Синиша Скелин · Крешимир Чульяк · Игор Бораска · Бранимир Вуевич · Сильвиё Петришко (рулевой) |

#### Женщины
| Дисциплина                | Золото | Серебро | Бронза |
| Одиночки                  | Екатерина Карстен (BLR) | Румяна Нейкова (BUL) | Катрин Ручов-Штомпоровски (GER) |
| Двойки                    | Румыния · Джорджета Дамьян · Дойна Игнат | Австралия · Кейт Слаттер · Рэйчел Тейлор | США · Карен Крафт · Мелисса Райан |
| Двойки парные             | Германия · Катрин Борон · Яна Тиме | Нидерланды · Пита ван Дишук · Эке ван Нес | Литва · Кристина Поплавская · Бируте Шакицкене |
| Двойки парные, лёгкий вес | Румыния · Констанца Бурчикэ · Анджела Алупей | Германия · Валери Фихофф · Клаудия Бласберг | США · Кристин Коллинз · Сара Гарнер |
| Четвёрки парные           | Германия · Майке Эверс · Мануэла Лутце · Маня Ковальски · Керстин Ковальски                                                                                                  | Великобритания · Гуин Баттен · Мириам Баттен · Кэтрин Грейнджер · Джиллиан Линдсей                                                                                         | Россия · Оксана Дороднова · Ирина Федотова · Юлия Левина · Лариса Мерк                                                                                              |
| Восьмёрки                 | Румыния · Вероника Кокеля · Джорджета Дамьян · Мария Думитраке · Лильяна Гафенку · Дойна Игнат · Элисабета Липэ · Йоана Олтяну · Вьорика Сусану · Елена Джорджеску (рулевая) | Нидерланды · Тесса Аппельдорн · Карин тер Бек · Пита ван Дишук · Элин Мейер · Эке ван Нес · Неллеке Пеннинкс · Аннеке Венема · Марик Вестерхоф · Мартейнтье Квик (рулевая) | Канада · Баффи Александер · Ларисса Бизенталь · Хизер Дэвис · Элисон Корн · Тереза Люк · Хизер Макдермид · Эмма Робинсон · Дорота Урбаняк · Лесли Томпсон (рулевая) |

## Бадминтон
| Дисциплина               | Золото                                  | Серебро                                    | Бронза                                       |
| Мужской одиночный разряд | Цзи Синьпэн (CHN)                       | Хендраван (INA)                            | Ся Сюаньцзэ (CHN)                            |
| Мужской парный разряд    | Индонезия · Тони Гунаван · Чандра Виява | Республика Корея · Ли Дон Су · Ю Ён Сон    | Республика Корея · Ха Тхэ Гвон · Ким Дон Мун |
| Женский одиночный разряд | Гун Чжичао (CHN)                        | Камилла Мартин (DEN)                       | Е Чжаоин (CHN)                               |
| Женский парный разряд    | Китай · Гэ Фэй · Гу Цзюнь               | Китай · Хуан Наньянь · Ян Вэй              | Китай · Гао Лин · Цинь Июань                 |
| Смешанный парный разряд  | Китай · Чжан Цзюнь · Гао Лин            | Индонезия · Три Кушарианто · Минарти Тимур | Великобритания · Симон Арчер · Джоан Гуд     |

## Баскетбол
| Дисциплина | Золото | Серебро | Бронза |
| Мужчины    | США Шариф Абдур-Рахим · Рэй Аллен · Вин Бейкер · Кевин Гарнетт · Винс Картер · Джейсон Кидд · Антонио Макдайесс · Алонзо Моурнинг · Гэри Пэйтон · Стив Смит · Тим Хардуэй · Аллан Хьюстон | Франция Джим Бильба · Янн Бонато · Фредерик Вайс · Макан Диумасси · Тьерри Гаду · Сирил Жюлиан · Кроуфорд Палмер · Антуан Ригодо · Стефан Ризаше · Лоран Скьярра · Мустафа Сонко · Лоран Фуарес | ЛитваШарунас Ясикявичюс · Саулюс Штромбергас · Миндаугас Тиминскас · Гинтарас Эйникис · Рамунас Шишкаускас · Дарюс Сонгайла · Эурелиюс Жукаускас · Томас Масюлис · Дайнюс Адомайтис · Дарюс Масколюнас · Андрюс Гидрайтис · Кястутис Марчюлёнис |
| Женщины    | США Тереза Эдвардс · Иоланда Гриффит · Чамик Холдскло · Рути Болтон · Лиза Лесли · Никки Маккрей · Делиша Милтон · Кэти Смит · Дон Стэйли · Шерил Свупс · Натали Уильямс · Кара Уолтерс   | АвстралияКарла Бойд · Сэнди Бронделло · Триша Фэллон · Мишель Броган · Кристи Харроуэр · Джо Хилл · Лорен Джексон · Энни ла Флёр · Шелли Сэнди · Рэйчел Спорн · Мишель Тиммс · Дженнифер Уиттл  | БразилияЖанет Аркейн · Илизайне Карен Давид · Лилиан Гонсалвес · Элен Лус · Сильвинья · Клаудия Невес · Алессандра Оливейра · Адриана Пинто · Адриана Сантоc · Синтия Сантоc · Келли Сантоc · Марта Собрал                                      |

## Бейсбол
| Дисциплина | Золото | Серебро | Бронза |
| Мужчины    | США Брент Абернати · Курт Айнсворт · Пэт Бордерс · Шон Берроуз · Джон Коттон · Трэвис Докинз · Адам Эверетт · Райан Франклин · Крис Джордж · Шейн Хемс · Маркус Дженсен · Майк Кинкад · Рик Кривда · Дуг Миенткиуикс · Майк Нейлл · Рой Освальт · Джон Рауч · Энтони Сандерс · Бобби Сии · Бен Шеетс · Бред Уилкерсон · Тодд Уильямс · Эрни Янг · Тим Янг | КубаОмар Ахете · Йовани Арагон · Мигель Кальдес · Данел Кастро · Хосе Контрерас · Йобаль Дуенас · Яссер Гомес · Хосе Ибар · Орестес Кинделан · Педро Луис Ласо · Омар Линарес · Оскар Масияс · Хуан Манрике · Хавьер Мендес · Роландо Мерино · Херман Меса · Антонио Пачеко · Ариэль Пестано · Габриэль Пьер · Маэльс Родригес · Антонио Скуль · Луис Уласия · Ласаро Валле · Норхе Луис Вера | Республика КореяЧан Сон Хо · Чон Тэ Хён · Чон Мин Тэ · Чон Су Кын · Хон Сон Хон · Чин Пиль Джон · Ким Дон Джу · Ким Хан Су · Ким Ки Тэ · Ким Су Кён · Ким Тэ Гён · Ку Тэ Сон · Ли Бён Гю · Ли Сын Хо · Лы Сын Юп · Лим Чан Йон · Лим Сон Дон · Пак Чэ Хон · Пак Чин Ман · Пак Чон Хо · Пак Кён Он · Пак Сон Чин · Сон Мин Хан · Сон Чин У |

## Бокс
| Дисциплина  | Золото                        | Серебро                     | Бронза                     |
| До 48 кг    | Брахим Аслум (FRA)            | Рафаэль Лосано (ESP)        | Маикро Ромеро (CUB)        |
| До 48 кг    | Брахим Аслум (FRA)            | Рафаэль Лосано (ESP)        | Ким Ун Чхоль (PRK)         |
| До 51 кг    | Виджан Понлид (THA)           | Булат Жумадилов (KAZ)       | Владимир Сидоренко (UKR)   |
| До 51 кг    | Виджан Понлид (THA)           | Булат Жумадилов (KAZ)       | Жером Тома (FRA)           |
| До 54 кг    | Гильермо Ригондо (CUB)        | Раимкуль Малахбеков (RUS)   | Кларенс Винсон (USA)       |
| До 54 кг    | Гильермо Ригондо (CUB)        | Раимкуль Малахбеков (RUS)   | Сергей Данильченко (UKR)   |
| До 57 кг    | Бекзат Саттарханов (KAZ)      | Рокки Хуарес (USA)          | Камиль Джамалутдинов (RUS) |
| До 57 кг    | Бекзат Саттарханов (KAZ)      | Рокки Хуарес (USA)          | Тахар Тамсамани (MAR)      |
| До 60 кг    | Марио Кинделан (CUB)          | Андрей Котельник (UKR)      | Кристиан Бехарано (MEX)    |
| До 60 кг    | Марио Кинделан (CUB)          | Андрей Котельник (UKR)      | Александр Малетин (RUS)    |
| До 63,5 кг  | Мухаммадкадыр Абдуллаев (UZB) | Рикардо Уильямс (USA)       | Мохамед Аллалу (ALG)       |
| До 63,5 кг  | Мухаммадкадыр Абдуллаев (UZB) | Рикардо Уильямс (USA)       | Диогенес Лунья (CUB)       |
| До 67 кг    | Олег Саитов (RUS)             | Сергей Доценко (UKR)        | Виталий Грушак (MDA)       |
| До 67 кг    | Олег Саитов (RUS)             | Сергей Доценко (UKR)        | Дорел Симион (ROM)         |
| До 71 кг    | Ермахан Ибраимов (KAZ)        | Марьян Симьон (ROM)         | Джермен Тэйлор (USA)       |
| До 71 кг    | Ермахан Ибраимов (KAZ)        | Марьян Симьон (ROM)         | Порнчай Тонгбуран (THA)    |
| До 75 кг    | Хорхе Гутьеррес (CUB)         | Гайдарбек Гайдарбеков (RUS) | Вугар Алекперов (AZE)      |
| До 75 кг    | Хорхе Гутьеррес (CUB)         | Гайдарбек Гайдарбеков (RUS) | Жолт Эрдеи (HUN)           |
| До 81 кг    | Александр Лебзяк (RUS)        | Рудольф Край (CZE)          | Сергей Михайлов (UZB)      |
| До 81 кг    | Александр Лебзяк (RUS)        | Рудольф Край (CZE)          | Андрей Федчук (UKR)        |
| До 91 кг    | Феликс Савон (CUB)            | Султан Ибрагимов (RUS)      | Владимир Чантурия (GEO)    |
| До 91 кг    | Феликс Савон (CUB)            | Султан Ибрагимов (RUS)      | Себастиан Кёбер (GER)      |
| Свыше 91 кг | Одли Харрисон (GBR)           | Мухтархан Дильдабеков (KAZ) | Паоло Видоц (ITA)          |
| Свыше 91 кг | Одли Харрисон (GBR)           | Мухтархан Дильдабеков (KAZ) | Рустам Саидов (UZB)        |

## Борьба

### Греко-римская борьба
| Дисциплина | Золото                    | Серебро                 | Бронза                     |
| До 54 кг   | Сим Гвон Хо (KOR)         | Ласаро Ривас (CUB)      | Кан Ён Гюн (PRK)           |
| До 58 кг   | Армен Назарян (BUL)       | Ким Ин Соп (KOR)        | Шэн Цзэтянь (CHN)          |
| До 63 кг   | Вартерес Самургашев (RUS) | Хуан Марен (CUB)        | Акакий Чачуа (GEO)         |
| До 69 кг   | Филиберто Аскуй (CUB)     | Кацухиро Нагата (JPN)   | Алексей Глушков (RUS)      |
| До 76 кг   | Мурат Карданов (RUS)      | Мэтт Линдленд (USA)     | Марко Юли-Ханнуксела (FIN) |
| До 85 кг   | Хамза Ерликая (TUR)       | Шандор Бардоши (HUN)    | Мухран Вахтангадзе (GEO)   |
| До 97 кг   | Микаель Юнгберг (SWE)     | Давид Салдадзе (UKR)    | Гарретт Лоуни (USA)        |
| До 130 кг  | Рулон Гарднер (USA)       | Александр Карелин (RUS) | Дмитрий Дебелко (BLR)      |

### Вольная борьба
| Дисциплина | Золото                  | Серебро                | Бронза                   |
| До 54 кг   | Намик Абдуллаев (AZE)   | Самуэль Хенсон (USA)   | Амиран Карданов (GRE)    |
| До 58 кг   | Алиреза Дабир (IRI)     | Евгений Буслович (UKR) | Терри Брэндс (USA)       |
| До 63 кг   | Мурад Умаханов (RUS)    | Серафим Бырзаков (BUL) | Чан Джэ Сон (KOR)        |
| До 69 кг   | Даниэль Игали (CAN)     | Арсен Гитинов (RUS)    | Линкольн Макилрави (USA) |
| До 76 кг   | Брэндон Слэй (USA)      | Мун Ый Джэ (KOR)       | Адем Берекет (TUR)       |
| До 85 кг   | Адам Сайтиев (RUS)      | Йоэль Ромеро (CUB)     | Магомед Ибрагимов (MKD)  |
| До 97 кг   | Сагид Муртазалиев (RUS) | Ислам Байрамуков (KAZ) | Эльдар Куртанидзе (GEO)  |
| До 130 кг  | Давид Мусульбес (RUS)   | Артур Таймазов (UZB)   | Алексис Родригес (CUB)   |

## Велоспорт

### Шоссейные гонки
| Дисциплина                                         | Золото                | Серебро                   | Бронза               |
| Групповая гонка, мужчины                           | Ян Ульрих (GER)       | Александр Винокуров (KAZ) | Андреас Клёден (GER) |
| Индивидуальная гонка с раздельным стартом, мужчины | Вячеслав Екимов (RUS) | Ян Ульрих (GER)           | Не присуждена        |
| Групповая гонка, женщины                           | Леонтин Зейлард (NED) | Ханка Купфернагель (GER)  | Диана Жилюте (LTU)   |
| Индивидуальная гонка с раздельным стартом, женщины | Леонтин Зейлард (NED) | Мари Холден (USA)         | Жанни Лонго (FRA)    |

### Трековые гонки

#### Мужчины
| Дисциплина                    | Золото                                                                             | Серебро                                                                                | Бронза                                                                                            |
| Гонка преследования           | Роберт Бартко (GER)                                                                | Йенс Леман (GER)                                                                       | Брэдли Макги (AUS)                                                                                |
| Командная гонка преследования | Германия · Роберт Бартко · Гвидо Фульст · Даниэль Бекке · Йенс Леман · Олаф Поллак | Украина · Александр Феденко · Александр Симоненко · Сергей Матвеев · Сергей Чернявский | Великобритания · Брайан Стил · Пол Мэннинг · Брэдли Уиггинс · Крис Ньютон · Роб Хейлс · Джон Клей |
| Спринт                        | Марти Нотстейн (USA)                                                               | Флориан Руссо (FRA)                                                                    | Йенс Фидлер (GER)                                                                                 |
| Командный спринт              | Франция · Флориан Руссо · Арно Турнан · Лоран Гане                                 | Великобритания · Крис Хой · Крейг Маклин · Джейсон Куэлли                              | Австралия · Гари Нейванд · Шон Иди · Даррин Хилл                                                  |
| Гит                           | Джейсон Куэлли (GBR)                                                               | Штефан Нимке (GER)                                                                     | Шейн Келли (AUS)                                                                                  |
| Гонка по очкам                | Жоан Льянерас (ESP)                                                                | Мильтон Винантс (URU)                                                                  | Алексей Марков (RUS)                                                                              |
| Кейрин                        | Флориан Руссо (FRA)                                                                | Гари Нейванд (AUS)                                                                     | Йенс Фидлер (GER)                                                                                 |
| Мэдисон                       | Австралия · Скотт Макгрори · Бретт Эйткен                                          | Бельгия · Этьен Де Вильде · Мэттью Гилмор                                              | Италия · Марко Вилла · Сильвио Мартинелло                                                         |

#### Женщины
| Дисциплина          | Золото                   | Серебро               | Бронза                |
| Гонка преследования | Леонтин Зейлард (NED)    | Марион Клинье (FRA)   | Ивонн Макгрегор (GBR) |
| Спринт              | Фелисия Балланже (FRA)   | Оксана Гришина (RUS)  | Ирина Янович (UKR)    |
| Гит                 | Фелисия Балланже (FRA)   | Мишель Феррис (AUS)   | Цзян Цуйхуа (CHN)     |
| Гонка по очкам      | Антонелла Беллутти (ITA) | Леонтин Зейлард (NED) | Ольга Слюсарева (RUS) |

### Маунтинбайк
| Дисциплина | Золото                | Серебро               | Бронза                  |
| Мужчины    | Мигель Мартинес (FRA) | Филипп Мейрхеге (BEL) | Кристоф Заузер (SUI)    |
| Женщины    | Паола Пеццо (ITA)     | Барбара Блаттер (SUI) | Маргарита Фульяна (ESP) |

## Водное поло
| Дисциплина | Золото | Серебро | Бронза |
| Мужчины    | Венгрия Аттила Вари · Золтан Сечи · Секей Бульчу · Жольт Варга · Тамаш Марц · Тамаш Мольнар · Барнабас Штейнмец · Тамаш Кашаш · Гергей Кишш · Золтан Козс · Тибор Бенедек · Петер Бирош · Раймунд Фодор     | РоссияИрек Зиннуров · Дмитрий Стратан · Реваз Чомахидзе · Марат Закиров · Николай Козлов · Николай Максимов · Андрей Рекечинский · Сергей Гарбузов · Дмитрий Горшков · Юрий Яцев · Роман Балашов · Дмитрий Дугин · Александр Ерышов | ЮгославияЮгослав Васович · Ненад Вуканич · Владимир Вуясинович · Виктор Еленич · Предраг Зимоньич · Данило Икодинович · Никола Куляча · Деян Савич · Петар Трбоевич · Велько Ускокович · Александар Чирич · Александар Шапич · Александар Шоштар |
| Женщины    | Австралия Тэрин Вудс · Дебби Уотсон · Лиз Уикз · Даниэль Вудхауз · Бронвин Майер · Гэйл Миллер · Мелисса Миллс · Симона Хэнкин · Иветт Хиггинс · Кейт Хупер · Наоми Касл · Джоанн Фокс · Бриджитт Густерсон | США Бренда Вилла · Кэти Шихи · Корали Симмонс · Джули Свэйл · Кортни Джонсон · Морин О’Тул · Николь Пейн · Хизер Петри · Эрика Лоренц · Хизер Муди · Бернис Орвиг · Робин Борегар · Эллен Эстес                                     | РоссияЕкатерина Васильева · Елена Смурнова · Елена Токун · Ирина Толкунова · Юлия Петрова · Татьяна Петрова · Галина Рытова · Мария Королёва · Наталья Кутузова · Светлана Кузина · Марина Акобия · Екатерина Аникеева · Софья Конух             |

## Волейбол

### Волейбол
| Дисциплина | Золото | Серебро | Бронза |
| Мужчины    | ЮгославияВладимир Батез · Слободан Ковач · Слободан Бошкан · Дьюла Мештер · Васа Миич · Никола Грбич · Владимир Грбич · Андрия Герич · Горан Вуевич · Иван Милькович · Велько Петкович · Игор Вушурович | РоссияВадим Хамутцких · Руслан Олихвер · Валерий Горюшев · Игорь Шулепов · Алексей Казаков · Евгений Митьков · Сергей Тетюхин · Роман Яковлев · Константин Ушаков · Александр Герасимов · Илья Савельев · Алексей Кулешов      | ИталияАндреа Гардини · Марко Меони · Паскуале Гравина · Луиджи Мастранджело · Паоло Тофоли · Самуэле Папи · Андреа Сарторетти · Марко Браччи · Симоне Розальба · Мирко Корсано · Андреа Джани · Алессандро Феи |
| Женщины    | КубаЮмилка Руис · Марленис Коста · Мирея Луис · Лилия Искьердо · Идальмис Гато · Регла Белл · Регла Торрес · Таисмари Агуэро · Ана Ибис Фернандес · Мирка Франсия · Марта Санчес · Сойла Баррос         | РоссияОльга Поташова · Наталья Морозова · Анастасия Беликова · Елена Тюрина · Любовь Шашкова · Елена Година · Евгения Артамонова · Елизавета Тищенко · Елена Василевская · Екатерина Гамова · Татьяна Грачёва · Инесса Саргсян | БразилияЭлизанжела Оливейра · Жанина Консейсао · Ракель Силва · Рикарда Лима · Фофан · Лейла Баррос · Валевска · Вирна Диас · Карин Родригес · Келли Фрага · Эрика Коимбра · Катя Лопес                        |

### Пляжный волейбол
| Дисциплина | Золото                                  | Серебро                                     | Бронза                                    |
| Мужчины    | США · Дейн Блантон · Эрик Фоноймоана    | Бразилия · Жозе Марко Мело · Рикарду Сантус | Германия · Йорг Ахманн · Аксель Хагер     |
| Женщины    | Австралия · Натали Кук · Керри Поттарст | Бразилия · Адриана Бехар · Шелда Беде       | Бразилия · Адриана Самуэль · Сандра Пирес |

## Гандбол
| Дисциплина | Золото | Серебро | Бронза |
| Мужчины    | Россия Андрей Лавров · Игорь Лавров · Станислав Кулинченко · Эдуард Кокшаров · Денис Кривошлыков · Лев Воронин · Александр Тучкин · Василий Кудинов · Дмитрий Торгованов · Павел Сукосян · Дмитрий Кузелев · Олег Ходьков · Вячеслав Горпишин · Сергей Погорелов · Дмитрий Филиппов | Швеция Томас Свенссон · Мартин Буквист · Магнус Висландер · Томас Сивертссон · Ула Линдгрен · Мартин Френдешё · Маттиас Францен · Юхан Петерссон · Стефан Лёвгрен · Пьер Торссон · Петер Гентцель · Стаффан Ульссон · Магнус Андерссон · Андреас Ларссон · Любомир Враньеш | Испания Давид Барруфет · Талант Дуйшебаев · Матео Гарральда · Рафаэль Гихоса · Деметрио Лосано · Энрик Масип · Жорди Нуньес · Хесус Олалья · Хуан Перес · Хавьер О’Каллагэн · Антонио Карлос Ортега · Антонио Угальде · Иньяки Урдангарин · Альберто Урдиалес · Андрей Щепкин     |
| Женщины    | Дания Лене Рантала · Камилла Андерсен · Тина Бёттзау · Янне Коллинг · Тонье Кьергаард · Карен Брёдсгор · Катрин Фруэлунд · Мая Грёнбек · Кристина Рослинг · Анетте Хоффманн · Лотте Киерскоу · Карин Мортенсен · Аня Нильсен · Рикке Петерсен · Метте Вестергор                     | Венгрия Беатрикс Балог · Рита Дели · Агнес Фаркаш · Андреа Фаркаш · Анико Кантор · Беатрикс Кёкени · Анита Кульчар · Дора Лёви · Анико Надь · Ильдико Падар · Каталин Палингер · Кристина Пигницки · Бояна Радулович · Юдит Симич · Беата Сити                             | Норвегия Кристине Дувхолт · Трине Халтвик · Хейди Тьюгум · Сусанн Гоксёр Бьеркрхейм · Анн Катрин Эриксен · Кьерсти Грини · Элизабет Хильмо · Миа Хундвин · Тонье Ларсен · Сесилье Легангер · Жанетт Нильсен · Марианна Рокн · Биргитт Сеттем · Моника Сандве · Эльза-Марта Любекк |

## Гимнастика

### Спортивная гимнастика

#### Мужчины
| Дисциплина           | Золото                                                                         | Серебро | Бронза |
| Личное многоборье    | Алексей Немов (RUS)                                                            | Ян Вэй (CHN) | Александр Береш (UKR)                                                                                             |
| Командное многоборье | Китай · Ян Вэй · Чжэн Лихуэй · Ли Сяопэн · Син Аовэй · Хуан Сюй · Сяо Цзюньфэн | Украина · Александр Береш · Александр Светличный · Роман Зозуля · Валерий Гончаров · Валерий Перешкура · Руслан Мезенцев | Россия · Алексей Немов · Максим Алёшин · Алексей Бондаренко · Николай Крюков · Евгений Подгорный · Дмитрий Древин |
| Опорный прыжок       | Хервасио Деферр (ESP)                                                          | Алексей Бондаренко (RUS)                                                                                                 | Лешек Бляник (POL)                                                                                                |
| Вольные упражнения   | Игорь Вихров (LAT)                                                             | Алексей Немов (RUS) | Йордан Йовчев (BUL)                                                                                               |
| Конь                 | Мариус Урзикэ (ROM)                                                            | Эрик Пужад (FRA) | Алексей Немов (RUS)                                                                                               |
| Кольца               | Сильвестр Чоллань (HUN)                                                        | Димостенис Тампакос (GRE)                                                                                                | Йордан Йовчев (BUL)                                                                                               |
| Параллельные брусья  | Ли Сяопэн (CHN)                                                                | Ли Джу Хён (KOR) | Алексей Немов (RUS)                                                                                               |
| Перекладина          | Алексей Немов (RUS)                                                            | Бенжамен Варонян (FRA)                                                                                                   | Ли Джу Хён (KOR)                                                                                                  |

#### Женщины
| Дисциплина           | Золото | Серебро | Бронза                                                                                   |
| Личное многоборье    | Симона Аманар (ROM)                                                                                          | Мария Олару (ROM) | Лю Сюань (CHN)                                                                           |
| Командное многоборье | Румыния · Симона Амынар · Лоредана Бобок · Андрея Исэреску · Мария Олару · Клаудия Пресакан · Андреа Рэдукан | Россия · Анна Чепелева · Светлана Хоркина · Анастасия Колесникова · Екатерина Лобазнюк · Елена Продунова · Елена Замолодчикова | США · Эми Чоу · Джейми Данцшер · Доминик Доз · Кристен Малоуни · Элиз Рэй · Таша Швикерт |
| Опорный прыжок       | Елена Замолодчикова (RUS)                                                                                    | Андреа Рэдукан (ROM) | Екатерина Лобазнюк (RUS)                                                                 |
| Вольные упражнения   | Елена Замолодчикова (RUS)                                                                                    | Светлана Хоркина (RUS) | Симона Аманар (ROM)                                                                      |
| Разновысокие брусья  | Светлана Хоркина (RUS)                                                                                       | Лин Цзе (CHN) | Ян Юнь (CHN)                                                                             |
| Бревно               | Лю Сюань (CHN)                                                                                               | Екатерина Лобазнюк (RUS) | Елена Продунова (RUS)                                                                    |

### Прыжки на батуте
| Дисциплина | Золото                     | Серебро               | Бронза              |
| Мужчины    | Александр Москаленко (RUS) | Джи Уоллес (AUS)      | Матьё Тарджон (CAN) |
| Женщины    | Ирина Караваева (RUS)      | Оксана Цигулёва (UKR) | Карен Кокбёрн (CAN) |

### Художественная гимнастика
| Дисциплина           | Золото | Серебро | Бронза |
| Личное многоборье    | Юлия Барсукова (RUS)                                                                                       | Юлия Раскина (BLR)                                                                                         | Алина Кабаева (RUS)                                                                                                   |
| Групповое многоборье | Россия · Ирина Белова · Елена Шаламова · Наталья Лаврова · Мария Нетёсова · Вера Шиманская · Ирина Зильбер | Беларусь · Татьяна Ананько · Татьяна Белан · Анна Глазкова · Ирина Ильенкова · Мария Лазук · Ольга Пужевич | Греция · Эйрини Айндили · Евангелия Христодулу · Мария Георгато · Захарула Кариами · Чариклейя Пантази · Анна Поллату |

## Гребля на байдарках и каноэ

### Гладкая вода

#### Мужчины
| Дисциплина                     | Золото                                                                  | Серебро                                                     | Бронза                                                                             |
| Каноэ-одиночки, 500 метров     | Дьёрдь Колонич (HUN)                                                    | Максим Опалев (RUS)                                         | Андреас Диттмер (GER)                                                              |
| Каноэ-одиночки, 1000 метров    | Андреас Диттмер (GER)                                                   | Ледис Бальсейро (CUB)                                       | Стивен Джайлз (CAN)                                                                |
| Каноэ-двойки, 500 метров       | Венгрия · Ференц Новак · Имре Пулаи                                     | Польша · Данель Ендрашко · Павел Барашкевич                 | Румыния · Митикэ Прикоп · Флорин Попеску                                           |
| Каноэ-двойки, 1000 метров      | Румыния · Митикэ Прикоп · Флорин Попеску                                | Куба · Ибрахим Рохас · Леобальдо Перейра                    | Германия · Штефан Утес · Ларс Кобер                                                |
| Байдарки-одиночки, 500 метров  | Кнут Хольманн (NOR)                                                     | Пётр Мерков (BUL)                                           | Михаил Калганов (ISR)                                                              |
| Байдарки-одиночки, 1000 метров | Кнут Хольманн (NOR)                                                     | Пётр Мерков (BUL)                                           | Тим Брэбентс (GBR)                                                                 |
| Байдарки-двойки, 500 метров    | Венгрия · Золтан Каммерер · Ботонд Шторц                                | Австралия · Эндрю Трим · Дэниел Коллинз                     | Германия · Рональд Рауэ · Тим Вискёттер                                            |
| Байдарки-двойки, 1000 метров   | Италия · Антонио Росси · Беньямино Бономи                               | Швеция · Маркус Оскарссон · Хенрик Нильссон                 | Венгрия · Кристиан Бартфаи · Кристиан Вереб                                        |
| Байдарки-четвёрки, 1000 метров | Венгрия · Габор Хорват · Золтан Каммерер · Ботонд Шторц · Акош Верецкеи | Германия · Бьёрн Бах · Ян Шефер · Штефан Ульм · Марк Цабель | Польша · Дариуш Бялковский · Гжегож Котович · Адам Серочиньский · Марек Витковский |

#### Женщины
| Дисциплина                    | Золото                                                              | Серебро                                                             | Бронза                                                             |
| Байдарки-одиночки, 500 метров | Йозефа Идем (ITA)                                                   | Каролин Брюне (CAN)                                                 | Катрин Борхерт (AUS)                                               |
| Байдарки-двойки, 500 метров   | Германия · Биргит Фишер · Катрин Вагнер                             | Венгрия · Каталин Ковач · Сильвия Сабо                              | Польша · Беата Соколовская · Анета Пастушка                        |
| Байдарки-четвёрки, 500 метров | Германия · Биргит Фишер · Катрин Вагнер · Мануэла Мукке · Анетт Шук | Венгрия · Каталин Ковач · Сильвия Сабо · Рита Кёбан · Эржебет Вишки | Румыния · Ралука Ионицэ · Марьяна Лимбэу · Элена Раду · Санда Тома |

### Гребной слалом
| Дисциплина                 | Золото                                       | Серебро                                           | Бронза                            |
| Байдарки-одиночки, мужчины | Томас Шмидт (GER)                            | Пол Рэтклифф (GBR)                                | Пьерпаоло Ферацци (ITA)           |
| Каноэ-одиночки, мужчины    | Тони Эстанге (FRA)                           | Михал Мартикан (SVK)                              | Юрай Минчик (SVK)                 |
| Каноэ-двойки, мужчины      | Словакия · Павол Гохшорнер · Петер Гохшорнер | Польша · Кшиштоф Коломанский · Михал Станишевский | Чехия · Марек Йирас · Томаш Мадер |
| Байдарки-одиночки, женщины | Штепанка Гильгертова (CZE)                   | Брижитт Гибаль (FRA)                              | Анн-Лиз Барде (FRA)               |

## Дзюдо

### Мужчины
| Дисциплина   | Золото                   | Серебро                | Бронза                     |
| До 60 кг     | Тадахиро Номура (JPN)    | Чон Бу Гён (KOR)       | Маноло Пулот (CUB)         |
| До 60 кг     | Тадахиро Номура (JPN)    | Чон Бу Гён (KOR)       | Айдын Смагулов (KGZ)       |
| До 66 кг     | Хюсеин Озкан (TUR)       | Ларби Бенбудауд (FRA)  | Джироламо Джовинаццо (ITA) |
| До 66 кг     | Хюсеин Озкан (TUR)       | Ларби Бенбудауд (FRA)  | Георгий Вазагашвили (GEO)  |
| До 73 кг     | Джузеппе Маддалони (ITA) | Тиагу Камилу (BRA)     | Анатолий Ларюков (BLR)     |
| До 73 кг     | Джузеппе Маддалони (ITA) | Тиагу Камилу (BRA)     | Всеволод Зелёный (LAT)     |
| До 81 кг     | Макото Такимото (JPN)    | Чо Ин Чхоль (KOR)      | Нуну Делгаду (POR)         |
| До 81 кг     | Макото Такимото (JPN)    | Чо Ин Чхоль (KOR)      | Алексей Будылин (EST)      |
| До 90 кг     | Марк Хёйзинга (NED)      | Карлос Онорато (BRA)   | Руслан Машуренко (UKR)     |
| До 90 кг     | Марк Хёйзинга (NED)      | Карлос Онорато (BRA)   | Фредерик Демонфокон (FRA)  |
| До 100 кг    | Косэй Иноуэ (JPN)        | Николя Жиль (CAN)      | Юрий Стёпкин (RUS)         |
| До 100 кг    | Косэй Иноуэ (JPN)        | Николя Жиль (CAN)      | Стефан Трейно (FRA)        |
| Свыше 100 кг | Давид Дуйе (FRA)         | Синъити Синохара (JPN) | Тамерлан Тменов (RUS)      |
| Свыше 100 кг | Давид Дуйе (FRA)         | Синъити Синохара (JPN) | Индрек Пертельсон (EST)    |

### Женщины
| Дисциплина  | Золото                   | Серебро                | Бронза                     |
| До 48 кг    | Рёко Тамура (JPN)        | Любовь Брулетова (RUS) | Анна-Мария Граданте (GER)  |
| До 48 кг    | Рёко Тамура (JPN)        | Любовь Брулетова (RUS) | Энн Симонс (BEL)           |
| До 52 кг    | Легна Вердесия (CUB)     | Норико Нарадзаки (JPN) | Ке Сун Хи (PRK)            |
| До 52 кг    | Легна Вердесия (CUB)     | Норико Нарадзаки (JPN) | Лю Юйсян (CHN)             |
| До 57 кг    | Исабель Фернандес (ESP)  | Дриулис Гонсалес (CUB) | Киэ Кусакабэ (JPN)         |
| До 57 кг    | Исабель Фернандес (ESP)  | Дриулис Гонсалес (CUB) | Мария Пекли (AUS)          |
| До 63 кг    | Северин Ванденэнде (FRA) | Ли Шуфан (CHN)         | Гелла Вандекавейе (BEL)    |
| До 63 кг    | Северин Ванденэнде (FRA) | Ли Шуфан (CHN)         | Чон Сон Сук (KOR)          |
| До 70 кг    | Сибелис Веранес (CUB)    | Кейт Хауи (GBR)        | Чо Мин Сон (KOR)           |
| До 70 кг    | Сибелис Веранес (CUB)    | Кейт Хауи (GBR)        | Иления Скапин (ITA)        |
| До 78 кг    | Тан Линь (CHN)           | Селин Лебрен (FRA)     | Симона Рихтер (ROM)        |
| До 78 кг    | Тан Линь (CHN)           | Селин Лебрен (FRA)     | Эмануэла Пьерантоцци (ITA) |
| Свыше 78 кг | Юань Хуа (CHN)           | Дайма Бельтран (CUB)   | Ким Сонъён (KOR)           |
| Свыше 78 кг | Юань Хуа (CHN)           | Дайма Бельтран (CUB)   | Маюми Ямасита (JPN)        |

## Конный спорт
| Дисциплина          | Золото                                                                                      | Серебро                                                                          | Бронза |
| Личная выездка      | Анки ван Грюнсвен (NED)                                                                     | Изабель Верт (GER)                                                               | Улла Зальцгебер (GER)                                                                                        |
| Командная выездка   | Германия · Изабель Верт · Надин Капельманн · Улла Зальцгебер · Александра Симмонс-де Риддер | Нидерланды · Эллен Бонтье · Анки ван Грюнсвен · Арьен Теувиссен · Коби ван Бален | США · Сьюзан Блинкс · Роберт Доувер · Гюнтер Зайдель · Кристин Трауриг                                       |
| Личное троеборье    | Дэвид О’Коннор (USA)                                                                        | Эндрю Хой (AUS)                                                                  | Марк Тодд (NZL)                                                                                              |
| Командное троеборье | Австралия · Эндрю Хой · Филлип Даттон · Стюарт Тинни · Мэттью Райан                         | Великобритания · Жанетта Брейкуэлл · Лесли Лоу · Филиппа Фаннел · Иан Старк      | США · Дэвид О’Коннор · Нина Фаут · Линден Висмэн · Карен О’Коннор                                            |
| Личный конкур       | Йерун Дюббелдам (NED)                                                                       | Алберт Ворн (NED)                                                                | Халед аль-Эйд (KSA)                                                                                          |
| Командный конкур    | Германия · Людгер Бербаум · Ларс Ниберг · Маркус Энинг · Отто Беккер                        | Швейцария · Маркус Фукс · Беат Мэндли · Лесли Макноут · Вильгельм Меллигер       | Бразилия · Родриго Пессоа · Луис Фелипе де Аcеведо · Альваро де Миранда Нето · Андре Биер Гердау Йоханнпетер |

## Лёгкая атлетика

### Мужчины
| Дисциплина                  | Золото                                                                                                 | Серебро | Бронза                                                                                        |
| 100 метров                  | Морис Грин (USA)                                                                                       | Ато Болдон (TRI)                                                                                              | Обаделе Томпсон (BAR)                                                                         |
| 200 метров                  | Константинос Кентерис (GRE)                                                                            | Даррен Кэмпбелл (GBR)                                                                                         | Ато Болдон (TRI)                                                                              |
| 400 метров                  | Майкл Джонсон (USA)                                                                                    | Элвин Харрисон (USA)                                                                                          | Грег Хаугтон (JAM)                                                                            |
| 800 метров                  | Нильс Шуман (GER)                                                                                      | Уилсон Кипкетер (DEN)                                                                                         | Джабир Саид-Гуэрни (ALG)                                                                      |
| 1500 метров                 | Ной Нгени (KEN)                                                                                        | Хишам Эль-Герруж (MAR)                                                                                        | Бернард Лагат (KEN)                                                                           |
| 5000 метров                 | Миллион Волде (ETH)                                                                                    | Али Саиди-Сиеф (ALG)                                                                                          | Брахим Лахлафи (MAR)                                                                          |
| 10 000 метров               | Хайле Гебреселассие (ETH)                                                                              | Пол Тергат (KEN)                                                                                              | Ассефа Мезгебу (ETH)                                                                          |
| 110 метров с барьерами      | Аньер Гарсиа (CUB)                                                                                     | Терренс Трэммелл (USA)                                                                                        | Марк Крир (USA)                                                                               |
| 400 метров с барьерами      | Энджело Тейлор (USA)                                                                                   | Хади Аль-Сомайли (KSA)                                                                                        | Ллевелин Херберт (RSA)                                                                        |
| 3000 метров с препятствиями | Рубен Косгеи (KEN)                                                                                     | Уилсон Бойт Кипкетер (KEN)                                                                                    | Али Эззине (MAR)                                                                              |
| Эстафета 4×100 метров       | США · Джон Драммонд · Бернард Уильямс · Брайан Льюис · Морис Грин · Тим Монтгомери · Кеннет Брокенбурр | Бразилия · Висенти ди Лима · Эдсон Рибейру · Андре да Силва · Клаудиней да Силва · Клаудиу Роберту Соза       | Куба · Луис Альберто Перес-Рионда · Иван Гарсия · Фредди Майола · Хосе Анхель Сесар           |
| Эстафета 4×400 метров       | Нигерия · Клемент Чукву · Джуд Монье · Сандей Бада · Энефьок Удо-Обонг · Ндука Авази · Фиделис Гадзама | Ямайка · Майкл Блэквуд · Грег Хаугтон · Кристофер Уильямс · Дэнни Макфарлейн · Санджей Эйр · Майкл Макдональд | Багамские Острова · Авард Монкур · Трой Макинтош · Карл Оливер · Крис Браун · Тимоти Маннингс |
| Марафон                     | Гезахегне Абера (ETH)                                                                                  | Эрик Вайнайна (KEN)                                                                                           | Тесфайе Тола (ETH)                                                                            |
| Ходьба на 20 км             | Роберт Корженёвский (POL)                                                                              | Ноэ Эрнандес (MEX)                                                                                            | Владимир Андреев (RUS)                                                                        |
| Ходьба на 50 км             | Роберт Корженёвский (POL)                                                                              | Айгар Фадеев (LAT)                                                                                            | Хоэль Санчес (MEX)                                                                            |
| Прыжки в длину              | Иван Педросо (CUB)                                                                                     | Джей Таурима (AUS)                                                                                            | Роман Щуренко (UKR)                                                                           |
| Тройной прыжок              | Джонатан Эдвардс (GBR)                                                                                 | Йоэль Гарсия (CUB)                                                                                            | Денис Капустин (RUS)                                                                          |
| Прыжки в высоту             | Сергей Клюгин (RUS)                                                                                    | Хавьер Сотомайор (CUB)                                                                                        | Абдеррахман Хаммад (ALG)                                                                      |
| Прыжки с шестом             | Ник Хайсонг (USA)                                                                                      | Лоуренс Джонсон (USA)                                                                                         | Максим Тарасов (RUS)                                                                          |
| Толкание ядра               | Арси Харью (FIN)                                                                                       | Адам Нельсон (USA)                                                                                            | Джон Година (USA)                                                                             |
| Метание диска               | Виргилиюс Алекна (LTU)                                                                                 | Ларс Ридель (GER)                                                                                             | Франц Крюгер (RSA)                                                                            |
| Метание копья               | Ян Железны (CZE)                                                                                       | Стив Бакли (GBR)                                                                                              | Сергей Макаров (RUS)                                                                          |
| Метание молота              | Шимон Зёлковский (POL)                                                                                 | Никола Виццони (ITA)                                                                                          | Игорь Астапкович (BLR)                                                                        |
| Десятиборье                 | Эрки Ноол (EST)                                                                                        | Роман Шебрле (CZE)                                                                                            | Крис Хаффинс (USA)                                                                            |

### Женщины
| Дисциплина             | Золото                                                                                                   | Серебро                                                                                                 | Бронза |
| 100 метров             | Не вручалось                                                                                             | Екатерина Тану (GRE)                                                                                    | Мерлин Отти (JAM)                                                                                                   |
| 100 метров             | Не вручалось                                                                                             | Тайна Лоуренс (JAM)                                                                                     | Мерлин Отти (JAM)                                                                                                   |
| 200 метров             | Полин Дэвис-Томпсон (BAH)                                                                                | Сусантика Джаясингх (SRI)                                                                               | Беверли Макдональд (JAM)                                                                                            |
| 400 метров             | Кэти Фримен (AUS)                                                                                        | Лоррейн Фентон (JAM)                                                                                    | Кэтрин Мерри (GBR)                                                                                                  |
| 800 метров             | Мария Мутола (MOZ)                                                                                       | Штефани Граф (AUT)                                                                                      | Келли Холмс (GBR)                                                                                                   |
| 1500 метров            | Нурия Мера-Бенида (ALG)                                                                                  | Виолета Шекели (ROM)                                                                                    | Габриэла Сабо (ROM)                                                                                                 |
| 5000 метров            | Габриэла Сабо (ROM)                                                                                      | Соня О’Салливан (IRL)                                                                                   | Гете Вами (ETH) |
| 10 000 метров          | Дерарту Тулу (ETH)                                                                                       | Гете Вами (ETH)                                                                                         | Фернанда Рибейру (POR)                                                                                              |
| 100 метров с барьерами | Ольга Шишигина (KAZ)                                                                                     | Глори Алози (NGR)                                                                                       | Мелисса Моррисон (USA)                                                                                              |
| 400 метров с барьерами | Ирина Привалова (RUS)                                                                                    | Деон Хеммингс (JAM)                                                                                     | Неза Бидуан (MAR)                                                                                                   |
| Эстафета 4×100 метров  | Багамские Острова · Саватида Файнс · Чандра Старрап · Полин Дэвис-Томпсон · Дебби Фергюсон · Элдес Льюис | Ямайка · Тайна Лоуренс · Вероника Кэмпбелл · Беверли Макдональд · Мерлин Отти · Мерлин Фрейзер          | США · Крайст Гейнс · Торри Эдвардс · Нансин Перри · Пессион Ричардсон                                               |
| Эстафета 4×400 метров  | США · Джерл Майлз-Кларк · Моника Хеннаган · Латаша Колендер · Андреа Андерсон                            | Ямайка · Сэнди Ричардс · Кэтрин Скотт · Деон Хеммингс · Лоррейн Фентон · Чармейн Хауэлл · Мишель Бургер | Россия · Юлия Сотникова · Светлана Гончаренко · Ольга Котлярова · Ирина Привалова · Наталья Назарова · Олеся Зыкина |
| Марафон                | Наоко Такахаси (JPN)                                                                                     | Лидия Симон (ROM)                                                                                       | Джойс Чепчумба (KEN)                                                                                                |
| Ходьба на 20 км        | Ван Липин (CHN)                                                                                          | Хьерсти Тюссе Плетцер (NOR)                                                                             | Мария Васко (ESP)                                                                                                   |
| Прыжки в длину         | Хайке Дрекслер (GER)                                                                                     | Фиона Мей (ITA)                                                                                         | Татьяна Котова (RUS)                                                                                                |
| Тройной прыжок         | Тереза Маринова (BUL)                                                                                    | Татьяна Лебедева (RUS)                                                                                  | Елена Говорова (UKR)                                                                                                |
| Прыжки в высоту        | Елена Елесина (RUS)                                                                                      | Хестри Клоэт (RSA)                                                                                      | Кайса Бергквист (SWE)                                                                                               |
| Прыжки в высоту        | Елена Елесина (RUS)                                                                                      | Хестри Клоэт (RSA)                                                                                      | Оана Пантелимон (ROM)                                                                                               |
| Прыжки с шестом        | Стейси Драгила (USA)                                                                                     | Татьяна Григорьева (AUS)                                                                                | Вала Флосадоуттир (ISL)                                                                                             |
| Толкание ядра          | Янина Корольчик (BLR)                                                                                    | Лариса Пелешенко (RUS)                                                                                  | Астрид Кумбернусс (GER)                                                                                             |
| Метание диска          | Эллина Зверева (BLR)                                                                                     | Анастасия Келесиду (GRE)                                                                                | Ирина Ятченко (BLR)                                                                                                 |
| Метание копья          | Трине Хаттестад (NOR)                                                                                    | Мирела Маньяни (GRE)                                                                                    | Ослейдис Менендес (CUB)                                                                                             |
| Метание молота         | Камила Сколимовская (POL)                                                                                | Ольга Кузенкова (RUS)                                                                                   | Кирстен Мюншоу (GER)                                                                                                |
| Семиборье              | Дениз Льюис (GBR)                                                                                        | Елена Прохорова (RUS)                                                                                   | Наталья Сазанович (BLR)                                                                                             |

## Настольный теннис

### Мужчины
| Дисциплина       | Золото                        | Серебро                        | Бронза                                    |
| Одиночный разряд | Кун Линхуэй (CHN)             | Ян-Уве Вальднер (SWE)          | Лю Голян (CHN)                            |
| Парный разряд    | Китай · Ван Лицинь · Янь Сэнь | Китай · Кун Линхуэй · Лю Голян | Франция · Жан-Филипп Гасьен · Патрик Шила |

### Женщины
| Дисциплина       | Золото                     | Серебро                    | Бронза                                  |
| Одиночный разряд | Ван Нань (CHN)             | Ли Цзюй (CHN)              | Чэнь Цзин (TPE)                         |
| Парный разряд    | Китай · Ван Нань · Ли Цзюй | Китай · Сунь Цзинь · Ян Ин | Республика Корея · Ким Му Гё · Ю Джи Хе |

## Парусный спорт

### Мужчины
| Дисциплина | Золото                               | Серебро                           | Бронза                                       |
| Мистраль   | Кристоф Зибер (AUT)                  | Карлос Маурисио Эспинола (ARG)    | Аарон Макинтош (NZL)                         |
| Финн       | Иан Перси (GBR)                      | Лука Девоти (ITA)                 | Фредрик Лёф (SWE)                            |
| 470        | Австралия · Том Кинг · Марк Тернбулл | США · Пол Фёрстер · Роберт Меррик | Аргентина · Хавьер Конте · Хуан де ла Фуэнте |

### Женщины
| Дисциплина | Золото                                         | Серебро                                | Бронза                                    |
| Мистраль   | Алессандра Сенсини (ITA)                       | Амели Люкс (GER)                       | Барбара Кендалл (NZL)                     |
| Европа     | Ширли Робертсон (GBR)                          | Маргриет Маттисс (NED)                 | Серена Амато (ARG)                        |
| 470        | Австралия · Дженни Армстронг · Белинда Стоуэлл | США · Джей. Джей. Ислер · Сара Глейзер | Украина · Руслана Таран · Елена Пахольчик |

### Открытый класс
| Дисциплина | Золото                                                 | Серебро                                              | Бронза                                                            |
| Лазер      | Бен Эйнсли (GBR)                                       | Роберт Шейдт (BRA)                                   | Майкл Блэкберн (AUS)                                              |
| Торнадо    | Австрия · Роман Хагара · Ханс-Петер Штайнахер          | Австралия · Даррен Бандок · Джон Форбс               | Германия · Роланд Гэблер · Рене Шуолл                             |
| Звёздный   | США · Марк Рейнолдс · Магнус Лильедал                  | Великобритания · Иан Уокер · Марк Ковелл             | Бразилия · Торбен Граэл · Марсело Феррейра                        |
| 49er       | Финляндия · Томас Йохансон · Юрки Ярви                 | Великобритания · Иан Баркер · Саймон Хискокс         | США · Джонатан Макки · Чарльз Макки                               |
| Солинг     | Дания · Йеспер Банк · Хенрик Блакскьер · Томас Якобсен | Германия · Йохен Шуман · Гуннар Бар · Инго Борковски | Норвегия · Герман Хорн Йоханнессен · Пол Дэвис · Эспен Стоккеланд |

## Плавание

### Мужчины
| Дисциплина                            | Золото                                                                                           | Серебро | Бронза |
| 50 метров вольным стилем              | Энтони Эрвин (USA)                                                                               | не вручалось | Питер ван ден Хогенбанд (NED)                                                                                |
| 50 метров вольным стилем              | Гэри Холл (USA)                                                                                  | не вручалось | Питер ван ден Хогенбанд (NED)                                                                                |
| 100 метров вольным стилем             | Питер ван ден Хогенбанд (NED)                                                                    | Александр Попов (RUS) | Гэри Холл (USA)                                                                                              |
| 200 метров вольным стилем             | Питер ван ден Хогенбанд (NED)                                                                    | Иан Торп (AUS) | Массимилиано Розолино (ITA)                                                                                  |
| 400 метров вольным стилем             | Иан Торп (AUS)                                                                                   | Массимилиано Розолино (ITA)                                                                                                 | Клит Келлер (USA)                                                                                            |
| 1500 метров вольным стилем            | Грант Хэкетт (AUS)                                                                               | Кирен Перкинс (AUS) | Крис Томпсон (USA)                                                                                           |
| 100 метров баттерфляем                | Ларс Фрёландер (SWE)                                                                             | Майкл Клим (AUS) | Джефф Хьоджилл (AUS)                                                                                         |
| 200 метров баттерфляем                | Том Малчоу (USA)                                                                                 | Денис Силантьев (UKR) | Джастин Норрис (AUS)                                                                                         |
| 100 метров на спине                   | Ленни Крайзельбург (USA)                                                                         | Мэттью Уэлш (AUS) | Стив Телоке (GER)                                                                                            |
| 200 метров на спине                   | Ленни Крайзельбург (USA)                                                                         | Аарон Пирсол (USA) | Мэттью Уэлш (AUS)                                                                                            |
| 100 метров брассом                    | Доменико Фьораванти (ITA)                                                                        | Эд Мозес (USA) | Роман Слуднов (RUS)                                                                                          |
| 200 метров брассом                    | Доменико Фьораванти (ITA)                                                                        | Теренс Паркин (RSA) | Давиде Руммоло (ITA)                                                                                         |
| 200 метров комплексным плаванием      | Массимилиано Розолино (ITA)                                                                      | Том Долан (USA) | Том Уилкенс (USA)                                                                                            |
| 400 метров комплексным плаванием      | Том Долан (USA)                                                                                  | Эрик Вендт (USA) | Кёртис Майден (CAN)                                                                                          |
| Эстафета 4×100 метров вольным стилем  | Австралия · Майкл Клим · Крис Фидлер · Эли Каллас · Иан Торп · Тодд Пирсон · Адам Пайн           | США · Энтони Эрвин · Нейл Уолкер · Джейсон Лезак · Гэри Холл-младший · Скотт Такер · Джош Дэвис                             | Бразилия · Фернандо Шерер · Густаво Боржес · Карлос Жайме · Эдвалдо Валерио                                  |
| Эстафета 4×200 метров вольным стилем  | Австралия · Михаэль Ким · Иан Торп · Тодд Пирсон · Билл Кирби · Грант Хэкетт · Даниэль Ковальски | США · Джеймс Рауч · Джошуа Дэвис · Скотт Гоулдблэтт · Клит Келлер                                                           | Нидерланды · Питер ван ден Хогенбанд · Йохан Кенкхёйс · Марсель Вауда · Мартин Зёйдвег · Марк ван ден Зейден |
| Эстафета 4×100 метров комбинированная | США · Леонид Крайзельбург · Гленн Эдвард Мозес-младший · Ян Крокер · Гэри Холл-младший           | Австралия · Мэттью Уэлш · Реган Харрисон · Джефф Хьюгилл · Михаэль Ким · Джош Уотсон · Райан Митчелл · Адам Пайн · Иан Торп | Германия · Йенс Круппа · Томас Руппрат · Торстен Спаннеберг · Стив Телоке                                    |

### Женщины
| Дисциплина                            | Золото | Серебро | Бронза |
| 50 метров вольным стилем              | Инге де Брёйн (NED) | Тереза Альсхаммар (SWE)                                                                                        | Дара Торрес (USA) |
| 100 метров вольным стилем             | Инге де Брёйн (NED) | Тереза Альсхаммар (SWE)                                                                                        | Дара Торрес (USA) |
| 100 метров вольным стилем             | Инге де Брёйн (NED) | Тереза Альсхаммар (SWE)                                                                                        | Дженни Томпсон (USA)                                                                                                   |
| 200 метров вольным стилем             | Сьюзан О’Нилл (AUS) | Мартина Моравцова (SVK)                                                                                        | Клаудия Полл (CRC) |
| 400 метров вольным стилем             | Брук Беннетт (USA) | Дайана Мунц (USA)                                                                                              | Клаудия Полл (CRC) |
| 800 метров вольным стилем             | Брук Беннетт (USA) | Яна Клочкова (UKR)                                                                                             | Кейтлин Сандено (USA)                                                                                                  |
| 100 метров баттерфляем                | Инге де Брёйн (NED) | Мартина Моравцова (SVK)                                                                                        | Дара Торрес (USA) |
| 200 метров баттерфляем                | Мисти Хаймен (USA) | Сьюзан О’Нилл (AUS)                                                                                            | Петрия Томас (AUS) |
| 100 метров на спине                   | Диана Мокану (ROM) | Маи Накамура (JPN)                                                                                             | Нина Живаневская (ESP)                                                                                                 |
| 200 метров на спине                   | Диана Мокану (ROM) | Роксана Марасиняну (FRA)                                                                                       | Мики Накао (JPN) |
| 100 метров брассом                    | Меган Куанн (USA) | Лизель Джонс (AUS)                                                                                             | Пенелопа Хейнс (RSA)                                                                                                   |
| 200 метров брассом                    | Агнеш Ковач (HUN) | Кристи Ковал (USA)                                                                                             | Аманда Бёрд (USA) |
| 200 метров комплексным плаванием      | Яна Клочкова (UKR) | Беатрис Кэшлару (ROM)                                                                                          | Кристина Тойшер (USA)                                                                                                  |
| 400 метров комплексным плаванием      | Яна Клочкова (UKR) | Ясуко Тадзима (JPN)                                                                                            | Беатрис Кэшлару (ROM)                                                                                                  |
| Эстафета 4×100 метров вольным стилем  | США · Эми Ван Дайкен · Кортни Шили · Дженни Томпсон · Дара Торрес · Эрин Феникс · Эшли Таппин                                      | Нидерланды · Манон ван Ройен · Вильма ван Рейн · Инге де Брёйн · Тамар Хеннекен · Шанталь Грот                 | Швеция · Юханна Шёберг · Тереза Альсхаммар · Луиза Йонке · Анна-Карин Каммерлинг · Юсефин Лилльхаге* · Малин Сванстрём |
| Эстафета 4×200 метров вольным стилем  | США · Дайана Мунц · Саманта Арсенолт · Дженнифер Томпсон · Линдси Бенко                                                            | Австралия · Джиаан Руни · Сьюзан О’Нилл · Петрия Томас · Кирстен Томсон · Ясинта Ван Линт · Элька Грехэм       | Германия · Франциска ван Альмсик · Антье Бушульте · Сара Харстик · Керстин Кигасс · Мейке Фрейтаг · Бритта Штеффен     |
| Эстафета 4×100 метров комбинированная | США · Дара Торрес · Барбара Бедфорд · Дженни Томпсон · Меган Куанн · Кортни Шили · Эшли Тэппин · Эми Ван Дайкен · Стасьянна Ститтс | Австралия · Сьюзан О’Нилл · Петрия Томас · Лизель Джонс · Дайана Калуб · Джиаан Руни · Тарни Уайт · Сара Райан | Япония · Масами Танака · Сумика Минамото · Маи Накамура · Дзюнко Ониси                                                 |

## Прыжки в воду

### Мужчины
| Дисциплина                   | Золото                                  | Серебро                                       | Бронза                                  |
| Трамплин, 3 метра            | Сюн Ни (CHN)                            | Фернандо Платас (MEX)                         | Дмитрий Саутин (RUS)                    |
| Синхронный трамплин, 3 метра | Китай · Сюн Ни · Сяо Хайлян             | Россия · Дмитрий Саутин · Александр Доброскок | Австралия · Роберт Ньюбери · Дин Пулпар |
| Вышка, 10 метров             | Тянь Лян (CHN)                          | Ху Цзя (CHN)                                  | Дмитрий Саутин (RUS)                    |
| Синхронная вышка, 10 метров  | Россия · Дмитрий Саутин · Игорь Лукашин | Китай · Тянь Лян · Ху Цзя                     | Германия · Ян Хемпель · Хейко Майер     |

### Женщины
| Дисциплина                   | Золото                               | Серебро                               | Бронза                                  |
| Трамплин, 3 метра            | Фу Минся (CHN)                       | Го Цзинцзин (CHN)                     | Дорте Линднер (GER)                     |
| Синхронный трамплин, 3 метра | Россия · Вера Ильина · Юлия Пахалина | Китай · Фу Минся · Го Цзинцзин        | Украина · Анна Сорокина · Елена Жупина  |
| Вышка, 10 метров             | Лора Уилкинсон (USA)                 | Ли На (CHN)                           | Анн Монтмини (CAN)                      |
| Синхронная вышка, 10 метров  | Китай · Ли На · Сан Сюэ              | Канада · Эмили Хейманс · Анн Монтмини | Австралия · Ребекка Гилмор · Луди Турки |

## Синхронное плавание
| Дисциплина | Золото | Серебро | Бронза |
| Дуэты      | Россия · Ольга Брусникина · Мария Киселёва | Япония · Мия Татибана · Михо Такэда                                                                                              | Франция · Виржини Дидье · Мириам Линьо |
| Группы     | Россия · Елена Азарова · Ольга Брусникина · Мария Киселёва · Ольга Новокщенова · Ирина Першина · Елена Соя · Юлия Васильева · Ольга Васюкова · Елена Антонова | Япония · Аяно Эгами · Раика Фудзии · Йоко Исода · Рэи Дзимбо · Мия Татибана · Михо Такэда · Ёко Ёнэда · Юко Ёнэда · Дзюри Тацуми | Канада · Лин Бомонт · Клэр Карвер-Диас · Эрин Чен · Кэтрин Гарсо · Фанни Леторно · Кирстин Норманд · Джацинт Тейллон · Рейдан Тэтхем · Джессика Чейз |

## Современное пятиборье
| Дисциплина | Золото                    | Серебро           | Бронза              |
| Мужчины    | Дмитрий Сватковский (RUS) | Габор Балог (HUN) | Павел Довгаль (BLR) |
| Женщины    | Стефани Кук (GBR)         | Эмили Дерил (USA) | Кейт Алленби (GBR)  |

## Софтбол
| Дисциплина | Золото | Серебро | Бронза |
| Женщины    | СШАЛора Берг · Лиза Фернандес · Лори Харриган · Мишель Смит · Кристи Амброси · Дженнифер Брундедж · Кристл Бустос · Шейла Корнелл · Даниэль Хендерсон · Дженнифер Макфэллс · Стейси Ньювмэн · Ли О’Брайен · Дот Ричардсон · Мишель Вентурелла · Криста Ли Уильямс | ЯпонияМисако Андо · Юмико Фудзии · Таэко Исикава · Кадзуэ Ито · Ёсими Кобаяси · Сиори Косэки · Марико Масубути · Наоми Мацумото · Эми Наито · Харука Саито · Дзюри Такаяма · Хироко Тамото · Рэика Уцуги · Миё Ямада · Норико Ямадзи | АвстралияДжоан Браун · Керри Диенелт · Пета Эдибон · Таня Хардинг · Мелани Рош · Натали Уорд · Брук Уилкинс · Сандра Аллен · Сью Фэрхерст · Селина Фоллас · Фиона Хэнис · Келли Харди · Салли Макдермид · Симмон Морроу · Натали Титкам |

## Стрельба

### Мужчины
| Дисциплина                                            | Золото                  | Серебро                | Бронза                  |
| Пневматическая винтовка, 10 метров                    | Цай Ялинь (CHN)         | Артём Хаджибеков (RUS) | Евгений Алейников (RUS) |
| Винтовка лёжа, 50 метров                              | Юнас Эдман (SWE)        | Торбен Гриммель (DEN)  | Сергей Мартынов (BLR)   |
| Винтовка из трёх положений, 50 метров                 | Раймонд Дебевец (SLO)   | Юха Хирви (FIN)        | Харалд Стенвог (NOR)    |
| Пневматический пистолет, 10 метров                    | Франк Дюмулен (FRA)     | Ван Ифу (CHN)          | Игорь Басинский (BLR)   |
| Скорострельный пистолет, 25 метров                    | Сергей Алифиренко (RUS) | Мишель Ансерме (SUI)   | Юлиан Райча (ROM)       |
| Пистолет, 50 метров                                   | Таню Киряков (BUL)      | Игорь Басинский (BLR)  | Мартин Тенк (CZE)       |
| Трап                                                  | Майкл Даймонд (AUS)     | Иэн Пил (GBR)          | Джованни Пелльело (ITA) |
| Дубль-трап                                            | Ричард Фолдс (GBR)      | Расселл Марк (AUS)     | Фехаид ад-Дихани (KUW)  |
| Скит                                                  | Николай Мильчев (UKR)   | Петр Малек (CZE)       | Джеймс Грейвз (USA)     |
| Пневматическая винтовка, движущаяся мишень, 10 метров | Ян Лин (CHN)            | Олег Молдован (MDA)    | Ню Чжиюань (CHN)        |

### Женщины
| Дисциплина                            | Золото                       | Серебро                 | Бронза                  |
| Пневматическая винтовка, 10 метров    | Нэнси Джонсон (USA)          | Кан Чо Хён (KOR)        | Гао Цзин (CHN)          |
| Винтовка из трёх положений, 50 метров | Рената Мауэр (POL)           | Татьяна Голдобина (RUS) | Мария Феклистова (RUS)  |
| Пневматический пистолет, 10 метров    | Тао Луна (CHN)               | Ясна Шекарич (YUG)      | Эннмари Фордер (AUS)    |
| Пистолет, 25 метров                   | Мария Гроздева (BUL)         | Тао Луна (CHN)          | Лолита Евглевская (BLR) |
| Трап                                  | Дайна Гудзиневичюте (LTU)    | Дельфин Расине (FRA)    | Гао Э (CHN)             |
| Дубль-трап                            | Пиа Хансен (SWE)             | Дебора Гелизио (ITA)    | Кимберли Роуд (USA)     |
| Скит                                  | Земфира Мефтахетдинова (AZE) | Светлана Дёмина (RUS)   | Диана Игай (HUN)        |

## Стрельба из лука

### Мужчины
| Дисциплина                | Золото                                                | Серебро                                                     | Бронза                                            |
| Индивидуальное первенство | Саймон Фэруэтер (AUS)                                 | Виктор Вандерле (USA)                                       | Витсе ван Альтен (NED)                            |
| Командное первенство      | Республика Корея · О Гё Мун · Чан Ён Хо · Ким Чон Тхэ | Италия · Маттео Бизиани · Микеле Франджилли · Иларио ди Буо | США · Ричард Джонсон · Род Уайт · Виктор Вандерле |

### Женщины
| Дисциплина                | Золото                                                   | Серебро                                                          | Бронза                                                            |
| Индивидуальное первенство | Юн Ми Джин (KOR)                                         | Ким Нам Сун (KOR)                                                | Ким Су Нён (KOR)                                                  |
| Командное первенство      | Республика Корея · Юн Ми Джин · Ким Су Нён · Ким Нам Сун | Украина · Наталья Бурдейна · Елена Садовничая · Екатерина Сердюк | Германия · Барбара Мензинг · Корнелия Пфоль · Сандра Вагнер-Заксе |

## Теннис

### Мужчины
| Дисциплина       | Золото                                   | Серебро                                  | Бронза                                    |
| Одиночный разряд | Евгений Кафельников (RUS)                | Томми Хаас (GER)                         | Арно ди Паскуале (FRA)                    |
| Парный разряд    | Канада · Себастьен Ларо · Даниэль Нестор | Австралия · Марк Вудфорд · Тодд Вудбридж | Испания · Алекс Корретха · Альберто Коста |

### Женщины
| Дисциплина       | Золото                               | Серебро                                     | Бронза                                   |
| Одиночный разряд | Винус Уильямс (USA)                  | Елена Дементьева (RUS)                      | Моника Селеш (USA)                       |
| Парный разряд    | США · Серена Уильямс · Винус Уильямс | Нидерланды · Кристи Богерт · Мириам Ореманс | Бельгия · Элс Калленс · Доминик ван Рост |

## Триатлон
| Дисциплина | Золото                 | Серебро              | Бронза               |
| Мужчины    | Саймон Уитфилд (CAN)   | Штефан Вукович (GER) | Ян Ржехула (CZE)     |
| Женщины    | Бригитт Макмэхон (SUI) | Мишель Джонс (AUS)   | Магали Мессмер (SUI) |

## Тхэквондо

### Мужчины
| Дисциплина  | Золото                | Серебро                 | Бронза                |
| До 58 кг    | Михаил Мурутсос (GRE) | Габриэль Эспарса (ESP)  | Хуан Чжисюн (TPE)     |
| До 68 кг    | Стивен Лопес (USA)    | Син Джун Сик (KOR)      | Хади Саеи (IRI)       |
| До 80 кг    | Анхель Матос (CUB)    | Файссал Эбнуталиб (GER) | Виктор Эстрада (MEX)  |
| Свыше 80 кг | Ким Гён Хун (KOR)     | Дэниел Трентон (AUS)    | Паскаль Жантиль (FRA) |

### Женщины
| Дисциплина  | Золото            | Серебро               | Бронза                    |
| До 49 кг    | Лорен Бернс (AUS) | Урбия Мелендес (CUB)  | Цзи Шужу (TPE)            |
| До 57 кг    | Чон Джэ Ын (KOR)  | Чан Хьеу Нган (VIE)   | Хамиде Быкчын Тосун (TUR) |
| До 67 кг    | Ли Сон Хи (KOR)   | Трюде Гундерсен (NOR) | Ёрико Окамото (JPN)       |
| Свыше 67 кг | Чэнь Чжун (CHN)   | Наталья Иванова (RUS) | Доминик Боссар (CAN)      |

## Тяжёлая атлетика

### Мужчины
| Дисциплина   | Золото                    | Серебро                | Бронза                 |
| До 56 кг     | Халиль Мутлу (TUR)        | У Вэньсюн (CHN)        | Чжан Сянсян (CHN)      |
| До 62 кг     | Николай Пешалов (CRO)     | Леонидас Сабанис (GRE) | Геннадий Олещук (BLR)  |
| До 69 кг     | Галабин Боевски (BUL)     | Георги Марков (BUL)    | Сергей Лавренов (BLR)  |
| До 77 кг     | Чжань Сюган (CHN)         | Виктор Митру (GRE)     | Арсен Меликян (ARM)    |
| До 85 кг     | Пиррос Димас (GRE)        | Марк Хустер (GER)      | Георгий Асанидзе (GEO) |
| До 94 кг     | Акакиос Кахиашвилис (GRE) | Шимон Колецкий (POL)   | Алексей Петров (RUS)   |
| До 105 кг    | Хусейн Таваколи (IRI)     | Алан Цагаев (BUL)      | Саид Саиф Асаад (QAT)  |
| Свыше 105 кг | Хуссейн Резазаде (IRI)    | Ронни Веллер (GER)     | Андрей Чемеркин (RUS)  |

### Женщины
| Дисциплина  | Золото                      | Серебро                | Бронза                     |
| До 48 кг    | Тара Нотт (USA)             | Раема Румбевас (INA)   | Шри Индрияри (INA)         |
| До 53 кг    | Ян Ся (CHN)                 | Ли Фэнъин (TPE)        | Винарни Бинти Сламет (INA) |
| До 58 кг    | Сорайя Хименес (MEX)        | Ли Сонхи (PRK)         | Хассарапорн Сута (THA)     |
| До 63 кг    | Чэнь Сяоминь (CHN)          | Валентина Попова (RUS) | Иоанна Хатцииоанну (GRE)   |
| До 69 кг    | Линь Вэйнин (CHN)           | Эржебет Маркуш (HUN)   | Карнам Маллешвари (IND)    |
| До 75 кг    | Мария Исабель Уррутия (COL) | Рут Огбейфо (NGR)      | Го Ихань (TPE)             |
| Свыше 75 кг | Дин Мэйюань (CHN)           | Агата Врубель (POL)    | Черил Хэворт (USA)         |

## Фехтование

### Мужчины
| Дисциплина       | Золото                                                                        | Серебро                                                           | Бронза                                                                       |
| Шпага            | Павел Колобков (RUS)                                                          | Юг Обри (FRA)                                                     | Ли Сан Ги (KOR)                                                              |
| Командная шпага  | Италия · Анджело Маццони · Паоло Миланоли · Маурицио Рандаццо · Альфредо Рота | Франция · Жан-Франсуа ди Мартино · Юг Обри · Эрик Среки           | Куба · Нельсон Лойола · Карлос Педросо · Иван Тревехо                        |
| Рапира           | Ким Ён Хо (KOR)                                                               | Ральф Биссдорф (GER)                                              | Дмитрий Шевченко (RUS)                                                       |
| Командная рапира | Франция · Жан-Ноэль Феррари · Брис Гияр · Патрис Лотелье · Лионель Плюменай   | Китай · Дун Чжаочжи · Ван Хайбинь · Е Чун                         | Италия · Даниеле Кроста · Габриеле Маньи · Сальваторе Санцо · Маттео Дзенаро |
| Сабля            | Михай Ковалиу (ROM)                                                           | Матьё Гурден (FRA)                                                | Вирадех Котны (GER)                                                          |
| Командная сабля  | Россия · Сергей Шариков · Алексей Фросин · Станислав Поздняков                | Франция · Матьё Гурден · Жюльен Пийе · Седрик Сеген · Дамьен Туйя | Германия · Деннис Бауэр · Вирадех Котны · Эро Леманн · Александр Вебер       |

### Женщины
| Дисциплина       | Золото                                                                        | Серебро                                                                             | Бронза                                            |
| Шпага            | Тимеа Надь (HUN)                                                              | Джанна Хаблютцель-Бюрки (SUI)                                                       | Лора Флессель-Коловиц (FRA)                       |
| Командная шпага  | Россия · Карина Азнавурян · Оксана Ермакова · Татьяна Логунова · Мария Мазина | Швейцария · Софи Ламон · Диана Романьоли · Джанна Хаблютцель-Бюрки                  | Китай · Ли На · Лянь Цин · Ян Шаоци               |
| Рапира           | Валентина Веццали (ITA)                                                       | Рита Кёниг (GER)                                                                    | Джованна Триллини (ITA)                           |
| Командная рапира | Италия · Валентина Веццали · Джованна Триллини · Диана Бьянкеди               | Польша · Сильвия Грухала · Магдалена Мрочкевич · Анна Рыбицкая · Барбара Вольницкая | Германия · Сабине Бау · Рита Кёниг · Моника Вебер |

## Футбол
| Дисциплина | Золото | Серебро | Бронза |
| Мужчины    | Камерун Даниель Беконо · Альбер Мейонг · Пьер Воме · Серж Мимпо · Патрис Абанда · Клеман Бо · Николя Альнуджи · Жереми Нжитап · Самюэль Это’о · Патрик Мбома · Даниель Нгом Ком · Лоран · Аарон Нгемба · Патрик Сюффо · Жоэль Эпаль · Модест М’Бами · Серж Бранко · Карлос Камени                                                                 | Испания Даниэль Арансубия · Хесус Мария Лакрус · Жоан Капдевила · Карлос Марчена · Унаи · Давид Альбельда · Мигель Анхель Ангуло · Хави · Хосе Мари · Габри · Хорди Феррон · Карлес Пуйоль · Альберт Луке · Иван Амайя · Исмаэль Руис · Тони Веламасан · Рауль Тамудо · Фелип Ортис        | Чили Педро Рейес · Эктор Тапия · Нельсон Тапия · Иван Саморано · Хавьер ди Грегорио · Кристиан Альварес · Франсиско Арруэ · Пабло Контрерас · Себастьян Гонсалес · Давид Энрикес · Мануэль Ибарра · Клаудио Мальдонадо · Рейнальдо Навия · Родриго Нуньес · Рафаэль Оларра · Патрисио Ормасабаль · Давид Писарро · Родриго Тельо · Маурисио Рохас Торо |
| Женщины    | НорвегияГро Эспесет · Бенте Нордбю · Марианне Петтерсен · Хеге Риисе · Кристин Беккевольд · Рагнхильд Гульбрандсен · Сольвейг Гульбрандсен · Маргунн Хаугенес · Ингеборг Ховланд · Кристин Бё Дженсен · Силье Йёргенсен · Моника Кнудсен · Гёрил Кринген · Энн Тённесен · Унни Лен · Дагни Меллгрен · Анита Рапп · Брит Сандауне · Бенте Квитланд | СШАБрэнди Честейн · Джой Фосетт · Джули Фауди · Миа Хэмм · Мишель Френч · Кристин Лилли · Тиффени Милбретт · Карла Овербек · Синди Парлоу · Бриана Скарри · Лорри Фэр · Шеннон Макмиллан · Сири Маллиникс · Кристи Рампоун · Никки Серленга · Даниэль Слейтон · Кейт Маркграф · Сара Уэлен | ГерманияАриане Хингст · Мелани Хоффманн · Штеффи Джонс · Ренате Лингор · Марен Мейнерт · Сандра Миннерт · Клаудия Мюллер · Биргит Принц · Сильке Роттенберг · Керстин Штегеман · Беттина Вигман · Тина Вундерлих · Николь Брандебусемейер · Надин Ангерер · Дорис Фичен · Жанетт Гётте · стефани Готтшлих · Инка Грингс                                |

## Хоккей на траве
| Дисциплина | Золото | Серебро | Бронза |
| Мужчины    | НидерландыРоналд Янсен · Эрик Язет · Ваутер ван Пелт · Брам Ломанс · Дидерик ван Вэл · Стефан Вэн · Ерун Делме · Жак Бринкман · Ремко ван Вейк · Тён де Нойер · Яап-Дерк Бюма · Петер Виндт · Сандер ван дер Вейде · Гюс Вогелс · Пит-Хин Герис · Мартен Эйкелбом         | Республика КореяКим Ён · Джи Сын Хван · Со Чжон Хо · Ким Чель Хван · Ким Ён Бэ · Хан Хён Ба · Ким Кюнг Сок · Ким Чен Чхоль · Сон Сын То · Ган Гун Вук · Хван Джон Хён · Лим Юнг Ву · Чон Джон Ха · Чон Джон Гвон · Ё Ун Гон · Лим Джон Чхон                                                                  | АвстралияМайкл Бреннан · Адам Комменс · Джейсон Дафф · Трой Элдер · Джеймс Элмер · Дэймон Дилетти · Лаклан Дреер · Пол Годуэн · Джей Стейси · Дэниел Спроул · Стивен Дэвис · Майкл Йорк · Крейг Виктори · Стивен Холт · Мэттью Уэллс · Брент Ливермор                                               |
| Женщины    | АвстралияЭлисон Эннан · Джульетта Хэслем · Элисон Пик · Клэр Митчелл-Тавернер · Кейт Старр · Кейт Аллен · Лиза Каррутерс · Речелл Хоукс · Кловер Мейтланд · Рейчел Имисон · Энджи Скирвинг · Джули Тауэрс · Ренита Фарелл · Дженни Моррис · Катрина Пауэлл · Никки Гудзон | АргентинаМариэла Антониска · Соледад Гарсия · Магдалена Айцега · Мария Пас Феррари · Анабель Гамберо · Айелен Степник · Инес Арродо · Лусиана Аймар · Ванина Онето · Йоргелина Римолди · Карина Масотта · Паола Вукойчич · Лаура Майзтегуй · Мерседес Марголот · Мария де ла Пас Хернандес · Сесилия Рогнони | НидерландыДжули Дейтерс · Фатима Морейра де Мело · Кларинда Синниг · Ханнеке Смаберс · Диллиан ван ден Бугард · Маргье Теувен · Мейнтье Доннерс · Агит Бумгардт · Маха ван дер Варт · Сюзан ван дер Вилен · Мирна Винстра · Минке Самберс · Кароль Тейт · Флёр ван де Кифт · Минке Бой · Дафни Таув |

## Лидеры по медалям
Лидером по общему числу завоёванных наград с шестью медалями стал российский гимнаст Алексей Немов. Он стал чемпионом игр в личном многоборье и в упражнении на перекладине, стал вторым в вольных упражнениях и третьим в командном многоборье, в упражнениях на коне и на параллельных брусьях. Трижды чемпионами игр стали пловцы Иан Торп, Ленни Крайзельбург, Дженни Томпсон, Инге Де Брюин, а также голландская велогонщица Леонтин Зейлард.
Ниже в таблице представлены спортсмены, завоевавшие не менее трёх наград. По умолчанию таблица отсортирована по убыванию количества золотых медалей. Для сортировки по другому признаку необходимо нажать рядом с названием столбца. Наибольшее число наград каждого достоинства выделено жирным шрифтом.

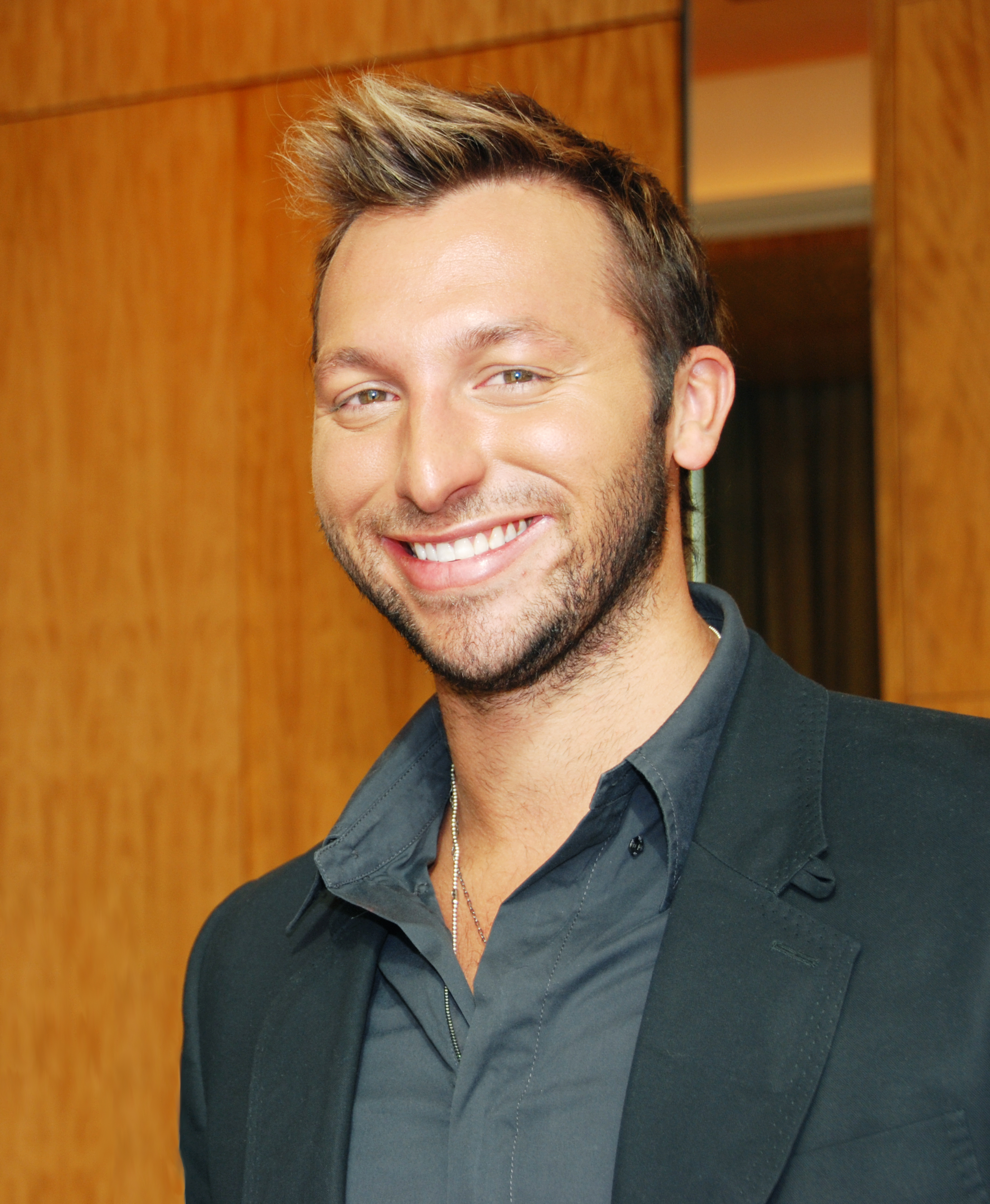
Австралийский спортсмен Иан Торп стал самым успешным пловцом на Играх, выиграв 3 золотые медали, и стал вторым два раза.

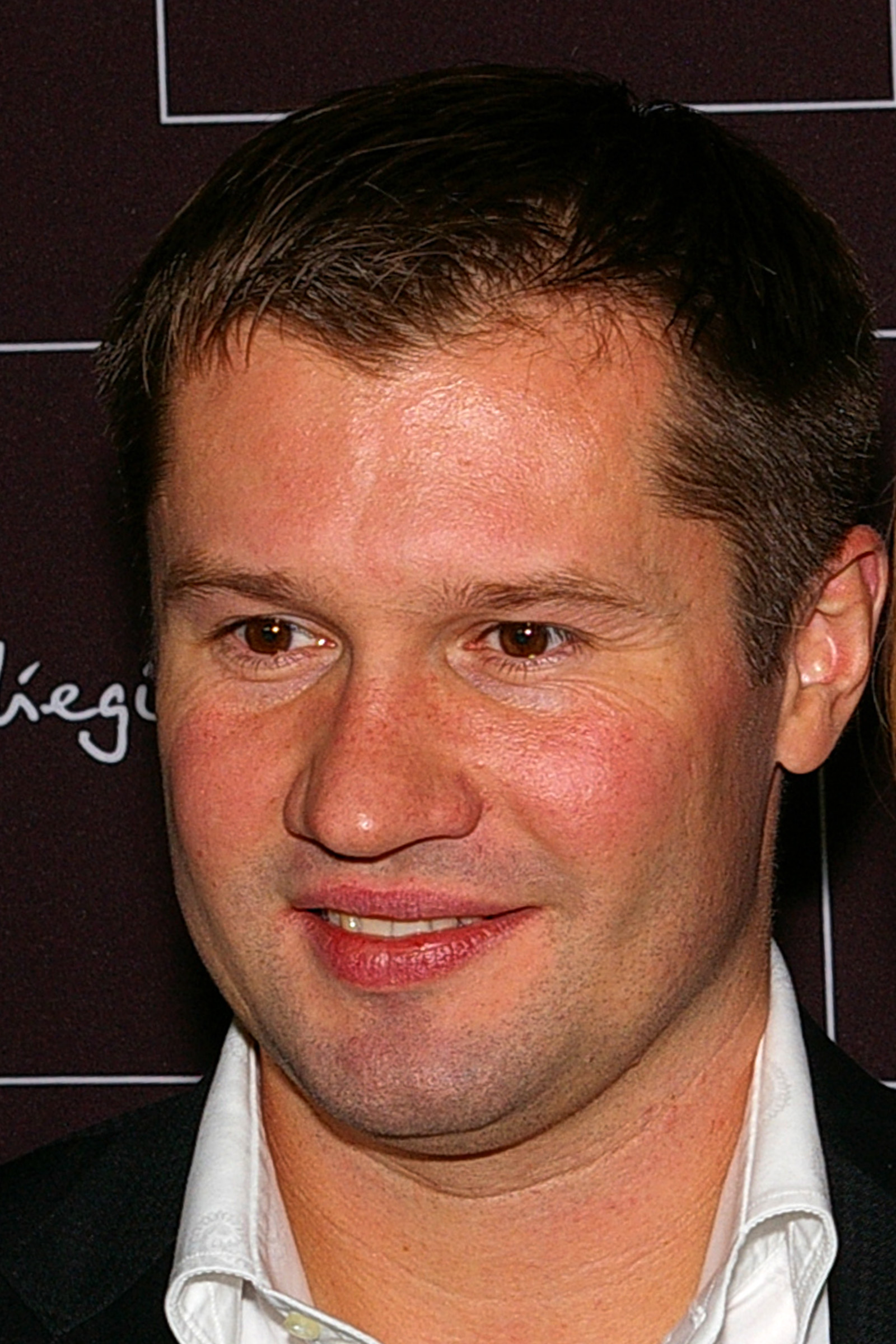
Российский гимнаст Алексей Немов стал лидером по общему числу медалей — 6 штук, среди которых 2 золотые.

| Спортсмен               | Страна     | Дисциплина            | Золото | Серебро | Бронза | Всего |
| ----------------------- | ---------- | --------------------- | ------ | ------- | ------ | ----- |
| Иан Торп                | Австралия  | Плавание              | 3      | 2       | 0      | 5     |
| Инге Де Брюин           | Нидерланды | Плавание              | 3      | 1       | 0      | 4     |
| Леонтин Зейлард         | Нидерланды | Велоспорт             | 3      | 1       | 0      | 4     |
| Дженни Томпсон          | США        | Плавание              | 3      | 0       | 1      | 4     |
| Ленни Крайзельбург      | США        | Плавание              | 3      | 0       | 0      | 3     |
| Майкл Клим              | Австралия  | Плавание              | 2      | 2       | 0      | 4     |
| Алексей Немов           | Россия     | Спортивная гимнастика | 2      | 1       | 3      | 6     |
| Гэри Холл               | США        | Плавание              | 2      | 1       | 1      | 4     |
| Яна Клочкова            | Украина    | Плавание              | 2      | 1       | 0      | 3     |
| Флориан Руссо           | Франция    | Велоспорт             | 2      | 1       | 0      | 3     |
| Елена Замолодчикова     | Россия     | Спортивная гимнастика | 2      | 1       | 0      | 3     |
| Дара Торрес             | США        | Плавание              | 2      | 0       | 3      | 5     |
| Питер Ван ден Хогенбанд | Нидерланды | Плавание              | 2      | 0       | 2      | 4     |
| Симона Аманар           | Румыния    | Спортивная гимнастика | 2      | 0       | 1      | 3     |
| Сьюзан О’Нилл           | Австралия  | Плавание              | 1      | 3       | 0      | 4     |
| Светлана Хоркина        | Россия     | Спортивная гимнастика | 1      | 2       | 0      | 3     |
| Дмитрий Саутин          | Россия     | Прыжки в воду         | 1      | 1       | 2      | 4     |
| Массимилиано Розолино   | Италия     | Плавание              | 1      | 1       | 1      | 3     |
| Лю Сюань                | Китай      | Спортивная гимнастика | 1      | 0       | 2      | 3     |
| Тереза Альсхаммар       | Швеция     | Плавание              | 0      | 2       | 1      | 3     |
| Екатерина Лобазнюк      | Россия     | Спортивная гимнастика | 0      | 2       | 1      | 3     |
| Петрия Томас            | Австралия  | Плавание              | 0      | 2       | 1      | 3     |
| Мэттью Уэлш             | Австралия  | Плавание              | 0      | 2       | 1      | 3     |

### Комментарии
1. ↑  Немецкий борец Александр Лейполд, выигравший золотую медаль, был дисквалифицирован после cдачи положительной допинг-пробы[54].
2. ↑  После дисквалификации Лэнса Армстронга[60], бронзовая медаль могла перейти испанцу Абрахаму Олано, но МОК решил не передавать велогонщику награду[61][62].
3. ↑  В феврале 2010 года FIG выяснила, что китайской гимнастке Дун Фансяо во время Олимпийских игр было 14 лет, что на два года меньше минимального допустимого возраста[97]. Результаты спортсменки были аннулированы, МОК лишил всех участниц китайской сборной бронзовой медали, после перераспределения она перешла команде США, занявшей на соревнованиях 4 место[98].
4. ↑  МОК лишил золотой медали сборную США, после обнаружения запрещенных препаратов в крови Антонио Петтигрю. Медали был перераспределены 21 июля 2012 года[155].
5. 1 2 3 4 5  5 октября 2007 года Марион Джонс призналась, что использовала запрещенные препараты для улучшения своих результатов. Она отказалась от 5 медалей Олимпийских игр 2000 года (золотые медали в беге на 100, 200 метров и эстафете 4×100 метров, бронзовые медали в эстафете 4×400 метров и прыжках в длину). 12 декабря 2007 года МОК официально лишил её наград[1].
6. ↑  После дисквалификации Марион Джонс МОК решил не вручать золотую награду занявшей второе место Екатерине Тану, так как она пропустила несколько допинг-тестов в 2004 году, на второе место была передвинута ямайская спортсменка Тайна Лоуренс, а бронзовым призёром стала занявшая в забеге четвёртое место Мерлин Отти[169].
7. 1 2  10 апреля 2008 года, в связи с дисквалификацией Марион Джонс МОК дисквалифицировал участниц сборной США и потребовал вернуть медали Игр[179]. Американские бегуньи обратились в CAS и 16 июля суд вынес решение в пользу спортсменок, вскоре медали были восстановлены[180].
8. ↑  Официальный отчет ошибочно утверждает, что Пантелимон заняла 4 место, несмотря на то, что у нее идентичный результат с Кайсой Бергквист.
9. ↑  Болгарский спортсмен Иван Иванов показал второй результат, но был дисквалифицирован, после обнаружения в допинг-пробе запрещенного вещества фуросемида[289].
10. ↑  Болгарский спортсмен Севдалин Минчев показал третий результат, но был дисквалифицирован, после обнаружения в допинг-пробе запрещенного вещества фуросемида[289].
11. ↑  Армянский спортсмен Ашот Даниелян[англ.] показал третий результат, но был дисквалифицирован, после обнаружения в допинг-пробе запрещенного вещества станозолола[297].
12. ↑  Болгарская спортсменка Изабела Драгнева стала чемпионкой игр, но вскоре была дисквалифицирована, после обнаружения в допинг-пробе запрещенного вещества фуросемида[289].